# 又多風緑
又多 風緑（まただ ふつか、2002年5月3日 - ）は、石川県出身の女子競輪選手。日本競輪選手会富山支部所属（登録地は石川県）、ホームバンクは石川県立自転車競技場。日本競輪選手養成所第122期生。師匠は岩本和也（76期）。

## 経歴
小学校4年生のときに陸上競技を始め、星稜中学校を経て星稜高校入学後は陸上競技を続けながら、内灘高校で自転車競技の練習も重ねた。インターハイが新型コロナウイルスの影響で中止となり、代替大会となった2020JCSPAジュニアサイクルスポーツ大会全国大会500mタイムトライアルで優勝を飾った。
2021年1月14日、日本競輪選手養成所第122回技能試験に合格。在所競走成績は1位（37勝）。卒業記念レースは決勝2着。
2022年5月7日、松山競輪場でデビューし2着。初勝利は同年5月28日の四日市競輪場で挙げた。同年11月1日には、新人戦成績上位者だけが参加する「競輪ルーキーシリーズ2022プラス」で1着となり初優勝を飾った。
2023年7月20日、大垣FIIにて通常開催で初優勝を果たす。